# Josip Battig
Josip Battig (tudi Josip Batič), slovenski slikar, * 23. marec 1820, Gorica, † 9. maj 1852, Benetke.

## Življenje in delo
Rodil se je v družini slovenskega kovača Franceta Batiča. Že zelo mlad je kazal izredno nadarjenost za risanje in slikanje. V tretjem razredu ljudske šole je bil najboljši risar. Ko je bil star 14 let, je opazoval popravljanje fresk v goriški stolnici. Takrat je kopiral freske nad korom in dve sliki poklonil očetu sošolca, upokojenemu polkovniku, Carlu de Catinelli. Ta je opazil njegovo nadarjenost in ga priporočil J. Tomincu, ki ga je vzel s seboj v Trst. Catinelli mu je kasneje omogočil odhod na akademijo v Benetke, ki jo je obiskoval v letih 1836−1844. Leta 1845 ga je vzel s seboj knez Roman Sanguszko v Volhinijo na posest Slavuto, kjer je Battig poslikal cerkev in poučeval knezovo hčerko v slikanju. Leta 1850 se je vrnil v Benetke, a čez nekaj let, po enih podatkih 1852, po drugih pa 1853 umrl. 